# 伊藤大征
伊藤 大征（いとう たいせい、1993年10月23日 - ）は、日本の俳優。神奈川県出身。血液型はA型。

## 来歴
- 福岡県に出生。

- 12歳でジャニーズ事務所に入所。ジャニーズJr.として活躍。

神奈川県立横浜立野高等学校を経て、駒澤大学に入学。
- 高校2年の冬に初舞台「リボンの騎士〜鷲尾高校演劇部奮闘記〜」牧内順役にて出演。

### 主な主演
- 「リボンの騎士〜鷲尾高校演劇部奮闘記〜」 - 牧内順役

## 人物
- FMヨコハマ内番組tre-senにて結成された「tre-sen演劇部」メンバーの1人。
- 趣味はお笑い研究・観劇・野球・空手。
- 五人家族

## 出演

### 舞台・ミュージカル
- Arts Fusion in KANAGAWA Part2「リボンの騎士〜鷲尾高校演劇部奮闘記〜」- 牧内順 役（2011年2月26日・27日、神奈川県立青少年センターホール）
- 劇団アトリエッジ　飛行機雲2013「流れる雲よ〜未来より愛をこめて〜」- 山口涼太役(2013年4月17日 - 29日、笹塚ファクトリー)

### 映画
- パラダイス・キス
- 愛と誠
- 今日、恋をはじめます
- 悪の教典
- スープ〜生まれ変わりの物語〜

### PV
- GreeeeNシングル「遥か」PV

### TVドラマ
- 美男ですね  レギュラー
- 桜蘭高校ホスト部 空手部 役
- おくさまは18歳 生徒 役
- 戦国☆男士